# Dot Richardson
Dot Richardson, född den 22 september 1961 i Orlando, Florida, är en amerikansk softbollspelare.
Hon tog OS-guld i samband med de olympiska softboll-turneringarna 2000 i Sydney.